# Ray Connolly
 (juillet 2017).
Pour les articles homonymes, voir Connolly.
Ray Connolly, né en 1940 dans le Lancashire en Angleterre, est un écrivain, scénariste et journaliste britannique.

## Biographie
Il fait des études d'anthropologie sociale et culturelle à la London School of Economics. En 1967, il commence une carrière de journaliste dans différents journaux comme le Liverpool Daily Post (en) et le London Evening Standard, puis travaille successivement pour The Sunday Times, The Times, The Daily Telegraph, The Observer et The Daily Mail. Il est spécialisé dans la musique pop. Il mène de nombreuses interviews avec The Beatles. Il publie trois ouvrages sur le groupe dont une biographie de John Lennon, John Lennon, 1940-80. 
Scénariste de cinéma et de télévision, il est lauréat du prix du meilleur scénario de la Writers' Guild of Great Britain pour Stardust, réalisé par Michael Apted.
En 1973, il publie son premier roman A Girl Who Came to Stay. S.O.S. B.B.C. (Newsdeath), publié en 1978, est son seul ouvrage traduit en français.

## Œuvre

### SérieJim Maclaine
- That'll Be the Day, 1973
- Stardust, 1974

### Autres romans
- A Girl Who Came to Stay, 1973
- Trick or Treat, 1975
- Newsdeath, 1978
  - S.O.S. B.B.C., Série noire no 1735, 1979
- A Sunday Kind of Woman, 1980
- The Sun Place, 1981
- Forever Young, 1983
- Lytton's Diary, 1985
- Sunday Morning, 1992
- Shadows on a Wall, 1994
- Love Out of Season, 2007
- Kill for Love, 2011

### Ouvrages non fictionnels
- The Compleat Elvis, 1978
- John Lennon, 1940-80, 1981
- The Beatles Complete, 1983
- Stardust Memories: Talking About my Generation, 1983
- Sorry, Boys, You Failed The Audition: A Beatles Sory, 2013

## Filmographie

### en tant que scénariste pour le cinéma
- 1973 : That'll Be the Day réalisé par Claude Whatham
- 1974 : Stardust réalisé par Michael Apted
- 1983 : Forever Young réalisé par David Drury

### en tant que scénariste pour la télévision
- 1977 : 3 épisodes de la série télévisée Jubilee
- 1983 : Lytton's Diary, épisode de la série télévisée Storyboard
- 1985 - 1986 : 12 épisodes de la série télévisée Lytton's Diary
- 1986 : Defrosting the Fridge épisode de la série télévisée Screen Two (en)
- 1990 : 6 épisodes de la série télévisée Perfect Scoundrels (en)

## Sources
- Claude Mesplède, Les Années Série noire vol.4 (1972-1982) Encrage « Travaux » no 25, 1995
- Claude Mesplède et Jean-Jacques Schleret, SN Voyage au bout de la Noire, Futuropolis, 1982, p. 88
- Claude Mesplède et Jean-Jacques Schleret, Les Auteurs de la Série noire, Joseph K., 1986, p. 105